# Brewiceratops
Brewiceratops (Breviceratops kozlowskii) – czworonożny, roślinożerny dinozaur z rodziny ceratopsów (Ceratopsidae).
Nazwa jego znaczy – krótkorogie lico.
Żył w epoce późnej kredy (ok. 83-71 mln lat temu) na terenach centralnej Azji. Długość ciała ok. 2 m, wysokość ok. 60 cm, masa ok. 45 kg. Jego szczątki znaleziono w Mongolii (na pustyni Gobi).